# Худяков, Юлий Сергеевич
Юлий Сергеевич Худяков (8 декабря 1947, Медвежка, Кемеровская область — 24 декабря 2021, Новосибирск, Россия) — российский историк и археолог, доктор исторических наук (1987), профессор. Специалист в области археологии, этнокультурной истории, исторического оружиеведения кочевых народов Евразии. 

## Биография
Родился 8 декабря 1947 года в пос. Медвежка Кемеровской области в семье геолога Сергея Алексеевича Худякова (1919—1984) и художницы Ирмгардт Амалии Геккер, уроженки США. Его дед Юлий Геккер (1881—1938) в юности участвовал в революционной деятельности и эмигрировал из России, но потом вернулся в СССР по приглашению Луначарского, перевезя и семью.
Окончил гуманитарный факультет Новосибирского государственного университета (1974). 

В 1977 г. защитил кандидатскую диссертацию (научный руководитель академик А. П. Окладников, затем А. П. Деревянко). 

В 1988 г. защитил докторскую диссертацию. 

Главный научный сотрудник Института археологии и этнографии СО РАН, заведующий кафедрой археологии и этнографии НГУ.
Скончался 24 декабря 2021 года на 75-м году жизни от последствий, вызванных коронавирусной инфекцией. Похоронен на Южном кладбище Новосибирска (квартал 23).

## Научная школа
Специалист в области оружиеведения, кыргызоведения, военной и этнокультурной истории древних и средневековых кочевников Южной Сибири и Центральной Азии. Проводил археологические исследования на территории Южной Сибири, в Киргизии и Таджикистане. Участвовал в международных экспедициях в Монголию, Китай, Саяно-Алтай, Среднюю Азию.
Среди его учеников — двое археологов из Кыргызстана, кандидаты исторических наук Кубатбек Табалдиев и Ороз Солтобаев.

## Награды
- Орден «Манас» III степени (31 декабря 2016 года, Кыргызстан) — за большой вклад в сохранение и развитие исторического и культурного наследия народа Кыргызстана[9].
- Орден «Данакер» (6 мая 2002 года, Кыргызстан) — за большой вклад в изучение и пропаганду истории и культуры Кыргызского народа[10][11].
- Заслуженный деятель науки Кыргызской Республики (24 ноября 2004 года) — за значительный вклад в развитие науки Кыргызстана, исследование истории и культуры кыргызского народа[12].
- почётный профессор Кыргызского национального университета имени Жусупа Баласагына.
- почётный профессор Института восточных языков и культур Кыргызской Республики при Кыргызском государственном университете имени И.Арабаева.
- член международного института кочевых цивилизаций ЮНЕСКО в Монголии.
- лауреат премии им. акад. А. Алтымышбаева и премии им. чл.-кор. А. Табалдиева.

## Публикации
- Худяков Ю. С. Вооружение енисейских кыргызов VI—XII вв.. — Новосибирск, 1980. — 176 с.
- Худяков Ю. С. Кыргызы на Табате. — Новосибирск, 1982. — 240 с.
- Худяков Ю. С. Вооружение средневековых кочевников Южной Сибири и Центральной Азии. — Новосибирск: Наука. Сиб. отд-ние, 1986. — 272 с. — 3000 экз. (в пер.)
- Худяков Ю. С. Кыргызы на Енисее: Учебное пособие. — Новосибирск: Изд-во Новосиб. ГУ, 1986. — 80 с.
- Худяков Ю. С. Вооружение центрально-азиатских кочевников в эпоху раннего и развитого средневековья. — Новосибирск: Наука. Сиб. отд-ние, 1991. — 192 с. — 2600 экз. — ISBN 5-02-029635-X. (обл.)
- Худяков Ю. С. Кыргызы на просторах Азии / Т.К.Чоротегин. — 2-е, доп., исправл.. — Бишкек: Камекс-Детай; Фонд "Сорос-Кыргызстан", 1995. — 232 с. — 1000 экз.
- Худяков Ю. С. Сабля Багыра: Вооружение и военное искусство средневековых кыргызов. — СПб.: Петербургское Востоковедение; М.: Филоматис, 2003. — 192 с. — (Militaria Antiqua, I). — 2000 экз. — ISBN 5-85803-238-9, ISBN 5-98111-009-0. (в пер.)
- Худяков Ю. С. Древние тюрки на Енисее. — Новосибирск, 2004. — 152 с. — ISBN 5-7803-0124-7.
- Никоноров В. П., Худяков Ю. С. «Свистящие стрелы» Маодуня и «Марсов меч» Аттилы: Военное дело азиатских хунну и европейских гуннов. — СПб.: Петербургское Востоковедение; М.: Филоматис, 2004. — 320 с. — (Militaria Antiqua, VI). — 1500 экз. — ISBN 5-85803-278-6. (в пер.)
- Худяков Ю. С. Золотая волчья голова на боевых знаменах: Оружие и войны древних тюрок в степях Евразии. — СПб.: Петербургское Востоковедение, 2007. — 192 с. — (Militaria Antiqua, XI). — 2000 экз. — ISBN 5-85803-343-1. (в пер.)
- Бобров Л. А., Худяков Ю. С. Вооружение и тактика кочевников Центральной Азии и Южной Сибири в эпоху позднего Средневековья и раннего Нового времени (XV - первая половина XVIII в.). — СПб.: Филологический факультет СПбГУ, 2008. — 776 с. — (Historia Militaris). — 1000 экз. — ISBN 978-5-8465-0633-6. (в пер.)
- Худяков Ю. С., Эрдэнэ-Очир Н. Военное дело древних кочевников Монголии (II тысячелетие - III век до н. э.). — СПб.: Филологический факультет СПбГУ, Нестор-История, 2011. — 176 с. — (Historia Militaris). — 500 экз. — ISBN 978-5-8465-1121-7, ISBN 978-5-98187-874-9. (в пер.)